# Билык, Николай Николаевич
Никола́й Никола́евич Би́лык (род. 1961) — телепродюсер, лауреат премии ТЭФИ, член Академии российского телевидения. Лауреат Государственной премии Российской Федерации за 2003 год (2004).

## Биография
Окончил факультет вычислительной математики и кибернетики МГУ (1983). Несколько лет работал по специальности.
На телевидении — с 1990 года. Изначально как директор съёмочной группы телекомпании «Мастер TV» участвовал в создании телеверсий фестиваля «Славянский базар», конкурса «Российский бизнесмен» и лотереи «Лотто-Миллион». В 1993 году вместе с Андреем Макаревичем создал одну из первых популярных кулинарных программ «Смак», еженедельно выходившую в эфире «Первого канала» российского телевидения на протяжении почти 25 лет.
Автор и продюсер развлекательных и тематических телевизионных программ и сериалов, проектов различных жанров и направлений, выходящих на ведущих каналах российского телевидения: «История одного шедевра», «Исторические хроники с Николаем Сванидзе», «Кто мы?», «Абажур», «Теория невероятностей», «Моя семья», «Гав-стори», кулинарного шоу «Рецепт на миллион», художественного игрового многосерийного сериала «Танцор» и многих др.
Член Академии российского телевидения.
Обладатель премии «ТЭФИ» в номинации «Продюсер» (1999). Программы, продюсируемые Николаем Билыком, становились победителями и финалистами ТЭФИ в номинациях: «Сценарий телевизионной программы», «Программа об истории», «Просветительская программа», «Сериал телевизионных документальных фильмов».
Лауреат Государственной премии Российской Федерации в области литературы и искусства 2003 года за проект Государственной Третьяковской галереи 1999—2003 годов «Золотая карта России».
Николай Билык женат, имеет четверых детей. Вторая супруга — актриса театра и кино Александра Буданова-Флоринская.

## Телепрограммы и фильмы
- За полчаса до весны (сериал) (2021) — продюсер
- Сальса (сериал) (2017) — продюсер[8]
- Обречённые. Наша Гражданская война (документальный цикл) (2016) («Россия-1») — продюсер
- Гав-стори (телепрограмма) (2014) (СТС) — продюсер
- Рецепт на миллион (телепрограмма) (2014) (СТС) — продюсер[8]
- Маленький шеф (телепрограмма) (2013—2014) (Карусель) — продюсер
- Адская кухня (телепрограмма) (2012) (РЕН ТВ) — продюсер[9]
- На южном краю земли (документальный фильм) (2009) («Первый канал») — продюсер
- Индеец, прячущий своё имя (документальный фильм) (2009) («Первый канал») — продюсер
- Игорь Старыгин. Прощай, мушкетёр! (документальный фильм) (2009) («Первый канал») — продюсер
- Смакуємо (телепрограмма) (2009—2011) (1+1) — продюсер
- Крутой маршрут Василия Аксёнова (документальный фильм) (2008) («Первый канал») — продюсер
- Муслим Магомаев. Страсти по королю (документальный фильм) (2007) («Первый канал») — продюсер
- Детская любовь (документальный фильм) (2006) («Первый канал») — продюсер
- Лайнер «Нахимов». Спасите наши души (документальный фильм) (2006) («Первый канал») — продюсер
- Анна Герман. Вопреки судьбе (документальный фильм) (2006) («Первый канал») — продюсер
- Большое кулинарное путешествие (телепрограмма) (2005) («Первый канал») — продюсер
- Три окна Андрея Макаревича (телепрограмма) (2005—2006) («Первый канал») — продюсер
- Снежная крепость Адольфа Гитлера (документальный фильм) (2005) («Первый канал») — продюсер
- Генерал Цвигун. Последний выстрел (документальный фильм) (2004) («Россия») — продюсер
- Борис Васильев. Чрезвычайный человек (документальный фильм) (2004) («Россия») — продюсер
- Свидетели (проект Ирины Черновой) (документальный цикл) (2003—2005) («Россия») — продюсер
- Исторические хроники с Николаем Сванидзе (документальный цикл) (2003—2013) («Россия»/«Россия-1») — продюсер[8]
- Танцор (сериал) (2003) — продюсер
- Смешные люди (телепрограмма) (2003—2004) («Первый канал») — продюсер
- Курская дуга (документальный цикл) (2003) («Россия») — продюсер
- Александр Маринеско. Атака века (документальный фильм) (2003) («Россия») — продюсер
- Подводный мир Андрея Макаревича (документальный цикл) (2003—2006) («Первый канал») — продюсер
- Третьяковка — дар бесценный! (телепрограмма) (2002—2006) (Культура) — продюсер
- Новейшая история (документальный проект, отдельные фильмы) (2002—2003) (НТВ) — продюсер
- Теория невероятности (документальный проект, отдельные фильмы) («Первый канал») — продюсер
- Вадим Козин. Последний романс (документальный фильм) (2002) (ОРТ) — продюсер
- Лакомый кусочек (телепрограмма) (2001—2005) (ТВЦ) — продюсер
- Звёздный отряд (документальный цикл) (2001—2003) (ОРТ/«Первый канал») — продюсер
- Сокровища Кремля (документальный цикл) (2000—2002) (ОРТ) — продюсер
- Бабушкины рецепты (телепрограмма) (2000—2002) (Культура) — продюсер
- Непоседы, или Занимательные путешествия (телепрограмма) (1999) (ТВ Центр) — продюсер
- Арт-вояж (телепрограмма) (1998—2001) (Московия) — продюсер
- Абажур (телепрограмма) (1998—1999) (ОРТ) — продюсер
- Кто мы? (документальный проект, отдельные фильмы) (1998—2006) (Культура) — продюсер
- Возвращение Третьяковки. История одного шедевра (документальный цикл) (1996—2001) (ОРТ) — продюсер
- Эх, дороги (телепрограмма) (1996—2000) (РТР) — продюсер
- Суета вокруг рояля (телепрограмма) (1997—1999) (РТР, ТНТ) — продюсер
- Моя семья (телепрограмма) (1996—1997) (ОРТ) — продюсер
- Смак (телепрограмма) (1993—2018) (Останкино/ОРТ/«Первый канал») — директор, позже продюсер. С ноября 2018 по февраль 2022 года работал над съёмками передачи для сети Интернет
- Славянский базар (телеверсия фестиваля) (1993—1995) (РТР) — директор
- Лотто-Миллион (телепрограмма) (1992—1995) (Останкино/ОРТ) — директор